# Daniel-Odon Hurel
Daniel-Odon Hurel, né le 26 mars 1963, est un historien moderniste français, chercheur au CNRS, spécialiste de l'histoire religieuse, politique, intellectuelle et culturelle de la Congrégation de Saint-Maur (XVIIe – XVIIIe siècle), et du monachisme bénédictin (XVIe – XIXe siècle). Il est actuellement directeur adjoint du Laboratoire d'études sur les monothéismes. Il est, depuis janvier 2020, directeur du LabEx Hastec.

## Biographie
Ses domaines de recherche sont : l'histoire des traditions bénédictines modernes et contemporaines, l'histoire religieuse, politique, intellectuelle et culturelle de la Congrégation de Saint-Maur (XVIIe – XVIIIe siècle), essentiellement à partir de la correspondance des mauristes et l'histoire du monachisme à l’époque moderne (XVIe – XIXe siècle).
Il est depuis 2009 directeur-adjoint du Laboratoire d’études sur les monothéismes et membre de l’Équipe 4, « Institutions et doctrines religieuses (Europe et Méditerranée médiévales et modernes)I ». Il est, membre du comité de lecture de la Revue Mabillon depuis 1998 et du comité de rédaction, depuis 2004.
Il prend la tête d'une liste dans le cadre des élections municipales de 2020 dans la commune du Dorat, en Haute-Vienne, où il réside.
Il est le petit-fils du géographe et géologue français André Cailleux.

## Publications (sélection)
- Avec Frédérique-Anne Costantini et Thierry Pécout (dir.), La Chaise-Dieu. Communauté monastique et congrégation (XIe siècle : fin de l’Ancien Régime), Limoges, Presses de l’Université de Limoges, 2019.
- Avec B. Hours, C. Davy-Rigaux, G. Goudot (dir.), Catholicisme, culture et société aux Temps modernes. Mélanges offerts à Bernard Dompnier, Turnhout, Brepols, 2018.
- Avec A. Massoni, Des reliques et des hommes. Ostensions limousines et fait religieux (XVIe – XXe siècle), Limoges,, Presses de l’Université de Limoges, 2018.
- Avec Simon Icard (dir.), La Prière continuelle au XVIIe siècle. Exégèse, liturgie, mystique, Turnhout, Brepols, 2017.
- Avec Maria-Cristina Pitassi (dir.), La Théologie, une anthologie, IV : les temps modernes, Paris, Éditions du Cerf, 2013.
- Dom Jean Mabillon, moine et historien, Paris, R. Laffont, coll. « Bouquins », 2007.
- Comme dir., Érudition, et commerce épistolaire. Jean Mabillon et la tradition monastique, Paris, Vrin, 2003.
- Avec Denise Riche, Cluny. De l’abbaye à l’ordre clunisien : Xe – XVIIIe siècle, Paris, Armand Colin, 2010.
- Prières des bénédictins XVIe – XXe siècle, Paris, Seuil, 2010.
- Avec J. Leclant, A. Vauchez, Dom Jean Mabillon, figure majeure de l’Europe des lettres, Paris, Académie des Inscriptions et Belles Lettres, 2010.
- Saint Benoît, Paris, Perrin, 2019, 277 p. (ISBN 978-2-262-03432-0)